# Аркадійське плато
Аркадійське плато — одна з вулиць Одеси, розташована в курортному районі Аркадія на плато, що нависає над Аркадійською балкою. Вулиця починається над урвищем на вершині плато, примикаючи до Курортного провулку і веде вниз, закінчуючись перетином із Генуезькою вулицею.
Вулиця виникла з місцевості, яка у XIX ст. мала назву Гагарінське плато, за іменем князя Гагаріна, чия дача тут розташовувалася. Саме плато, що лежить на північ від Аркадійської балки, поступово забудовували дачними будинками. Головним проїздом між дачами був провулок, який нині називається Курортним провулком. Також наприкінці ХІХ ст. дедалі більш важливим ставав інший проїзд, який нині має назву Генуезька вулиця, по ньому наприкінці ХІХ ст. провели лінію кінного трамвая з Малого фонтану. Зі встановленням Радянської влади деякі дачні ділянки використали для влаштування санаторіїв і будинків відпочинку. У ІІ половині ХХ ст. Гагарінське плато остаточно втратило житлове призначення, майже всі будівлі використовувались для курортних потреб, окрім двох житлових будівель, призначених для санаторних працівників (зберігся п'ятиповерховий панельний будинок за адресою Французький бул., 60). Втрачено більшість історичних будівель дач на плато, залишилася тільки дача на колишній ділянці Докса і ще дві дачі, а також руїни дачі Гагаріна. А втім, територія Гагарінського плато в той час не була щільно забудована, більшість території являла собою великий масив дерев.

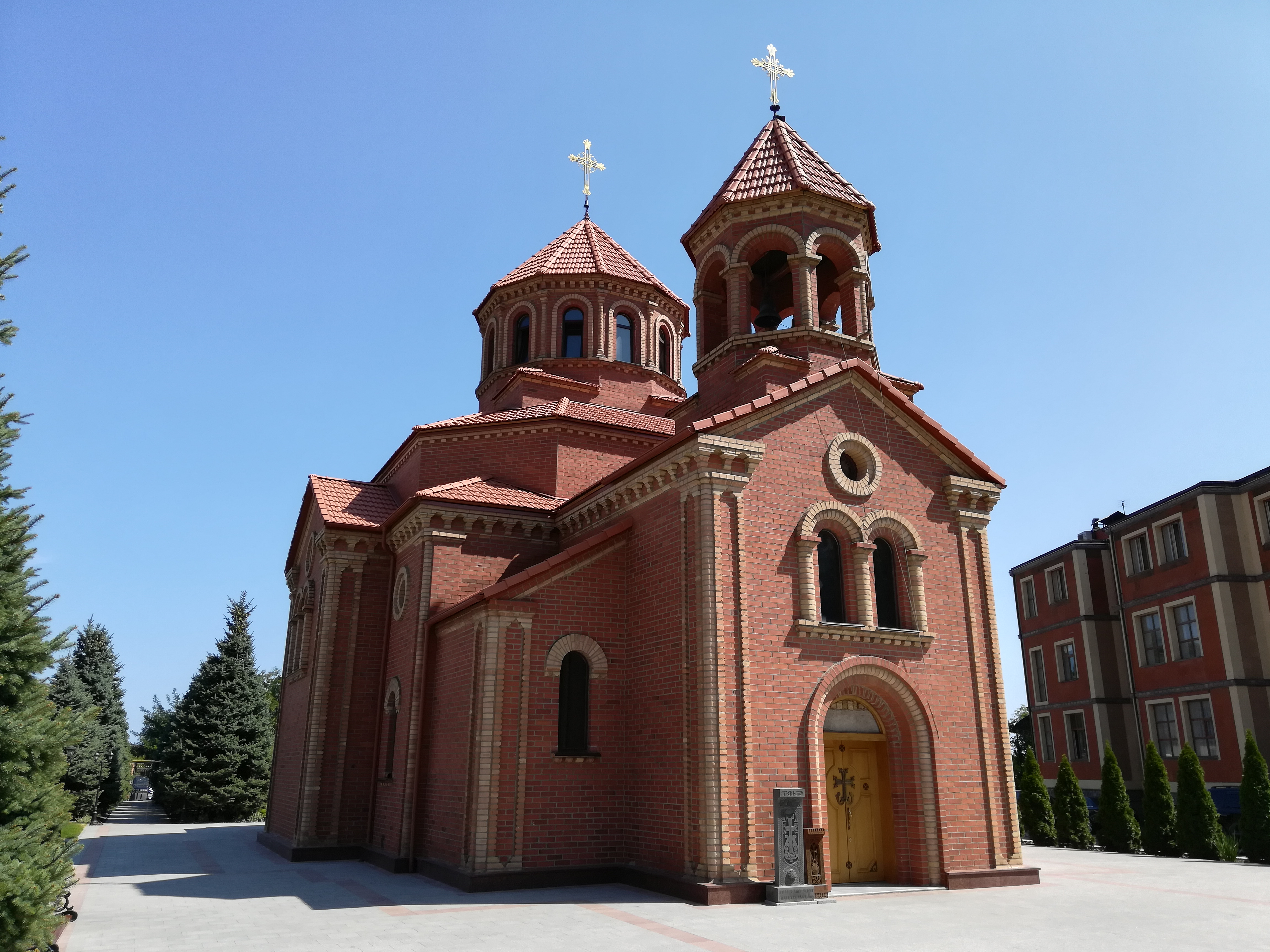
Вірменська церква Святого Григорія Просвітителя

З 1990-х років територія Гагарінського плато поступово і стихійно забудовувалась житловими і громадськими будинками. На самому початку 1990-х споруджено єдину в місті Вірменську церкву Святого Григорія Просвітителя (Сурб Грігор Лусаворич), зведено будівлю Російського консульства. Руїни дачі Гагаріна використали для будівництва консульства Кіпру, і попри збереження старих стін загалом будівля отримала вигляд далекій від первісного. Виникло кілька нових дач.
Заклади радянських часів закривались один за одним, їхні ділянки опинялись у приватній власності. Уздовж Генуезької вулиці почалося спорудження житлових будинків. Але до 2010-х років центр плато все ще являв собою напівзакинуту територію з великим масивом дерев. Економічна криза 2008 року призвела до припинення будівництва, а комплекси Гагарін Плаза-1 і Гагарін Плаза-2 тривалі роки залишались недобудованими.

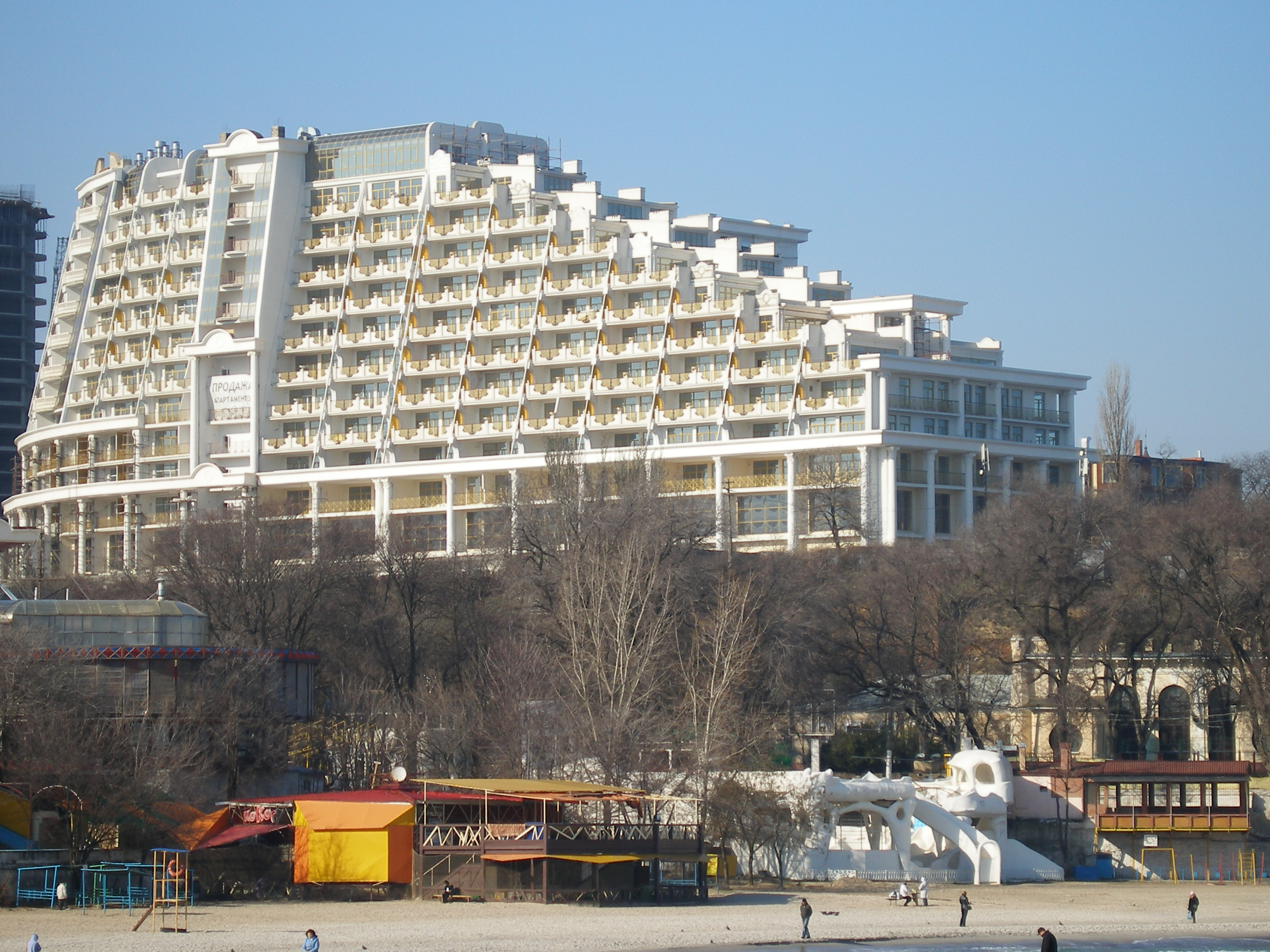
Вид на сучасну забудову плато з моря

Із середини 2010-х років почалося збільшення темпів будівництва. Дійшло й до руйнації для нового будівництва старих дач — так, у 2016 році для будівництва житлового комплексу «Родос» знесли дачу на колишній ділянці Докса, а 2018 року для будівництва житлового комплексу «51-ша Перлина» знесли іншу дачу дореволюційного походження. Станом на 2021 рік на плато майже не залишилося вільних ділянок для будівництва, а зелені насадження залишилися в останньому санаторії на плато — «Аркадія», який належить Прикордонній службі. На території цього санаторію залишилася остання стара дача на плато, але, на жаль, вона перебуває в дуже перебудованому стані.
Сучасну забудову Гагарінського плато дуже часто критикують у пресі, адже вона виникла стихійно, на ділянках, розташованих випадково, з використанням існуючої транспортної інфраструктури — через все плато по примхливій траєкторії проходить Курортний провулок, ширини і шляху якого було достатньо для обслуговування дач, а пізніше і кількох санаторіїв, але недостатньо для багатоповерхової забудови — висота деяких будинків сягає 25 поверхів, є й 26 поверховий будинок. Масив забудови має дуже велику щільність. На території плато немає міських шкіл і дитячих садків.
З кінця 2018 року жителі більш ранніх житлових комплексів влаштовують протести проти подальшої забудови плато, їхні зусилля спрямовані проти будівництва житлового комплексу «Sea View», а згодом і житлового комплексу «Unity Towers».
26 липня 2024 року розпорядженням начальника Одеської ОВА Гагарінське плато перейменували на Аркадійське плато.